# Sphaeroparia pretzmanni
Sphaeroparia pretzmanni är en mångfotingart som beskrevs av Demange och Jean-Paul Mauriès 1975. Sphaeroparia pretzmanni ingår i släktet Sphaeroparia och familjen Fuhrmannodesmidae. Inga underarter finns listade i Catalogue of Life.